# Los Viajeros de la Música
Los Viajeros de la Música o Viajeros de la Música, fue un grupo colombiano de Música andina compuesto por Juan Fernando Echavarría y Beatriz 'Betty' Vargas Torres, exintegrantes del grupo Génesis de Colombia. 

## Historia
Viajeros de la Música fue un grupo musical colombiano creado en 1976 y compuesto por Juan Fernando Echavarria Rojas, nacido en Bogotá e hijo del poeta Rogelio Echavarría; y por su pareja Beatriz Vargas Torres, nacida en Sotaquirá. El percusionista Rubén Darío Jaramillo colaboró con el dúo en varias ocasiones. Anteriormente, sus dos fundadores ya habían sido parte del grupo musical Raza así como de Génesis, liderado por Humberto Monroy. 
El nombre de Viajeros de la música se les atribuye a que por 8 años recorrieron varios países de América del Sur como Ecuador, Bolivia, Chile, Paraguay y Uruguay, con el objetivo principal de divulgar y aprender la música andina. Durante sus recorridos recopilaron e incorporaron a su repertorio más de 50 instrumentos autóctonos .
Entre sus diversas presentaciones en Bogotá se destaca la realizada el 11 de octubre de 1984 en el teatro Colsubsidio Roberto Arias Pérez. Apoyaron como artistas invitados Rubén Darío Jaramillo en las congas y el bongó, Jairo Sarmiento y Claudia Romero en el trabajo visual y Álvaro Tobón en la iluminación y el diseño visual.
En 1995 fueron merecedores de la beca Colcultura y estrenaron en Cali en el marco del VII Festival de Arte la obra Opereta para llevar en la maleta, espectáculo de música y narración oral.
Viajeros de la música llega a su fin con la muerte de Juan Fernando en 2002. Posteriormente muere en 2008 Betty Vargas.

## Integrantes
- Juan Fernando Echavarría Rojas † - Voz, Compositor, Multiinstrumentista
- Beatriz Vargas Torres † - Compositor Voz, Multiinstrumentista

## Discografía

### Producciones de estudio
- Nuestra América - 1978
- Viajeros de la música - 1978
- Las tierras amadas - 1992
- Sonidos Migrantes - Migratory Sounds - 1998
- Armenia Ritual 2000 - 2000
- Sonetos Muiscas por Fray Bernardo de Lugo - 2002
- Son y Dos - ?